# Kékéni
Kékéni ist ein Dorf in der Landgemeinde Gangara in der Region Zinder in Niger.

## Geographie
Das von einem traditionellen Ortsvorsteher (chef traditionnel) geleitete Dorf liegt im Westen der Landschaft Damergou. Es befindet sich rund 35 Kilometer nordwestlich des Hauptorts Gangara der gleichnamigen Landgemeinde, die zum Departement Tanout in der Region Zinder gehört. Zu den Siedlungen in der näheren Umgebung von Kékéni zählen Gourbobo im Nordosten und Gouagourzo im Süden.
Kékéni ist Teil der Übergangszone zwischen Sahara und Sahel. Die durchschnittliche jährliche Niederschlagsmenge beträgt hier zwischen 200 und 300 mm.

## Bevölkerung
Bei der Volkszählung 2012 hatte Kékéni 1108 Einwohner, die in 194 Haushalten lebten. Bei der Volkszählung 2001 betrug die Einwohnerzahl 850 in 137 Haushalten und bei der Volkszählung 1988 belief sich die Einwohnerzahl auf 812 in 154 Haushalten.
Die Bevölkerungsdichte in diesem Gebiet ist mit 10 bis 20 Einwohnern je Quadratkilometer relativ gering.

## Wirtschaft und Infrastruktur
Im Dorf wird ein Wochenmarkt abgehalten. Kékéni liegt in einem Gebiet des Übergangs zwischen der Naturweidewirtschaft des Nordens und des Ackerbaus des Südens, was zu Landnutzungskonflikten führt. Es gibt eine Schule im Ort.